# Montagny (AOC)
Pour les articles homonymes, voir Montagny.
Le montagny est un vin blanc d'appellation d'origine contrôlée  du vignoble de Bourgogne. Il est produit sur les communes de Montagny-lès-Buxy, Buxy, Saint-Vallerin et Jully-lès-Buxy, situées en Saône-et-Loire, à environ 20 kilomètres au sud-ouest de Chalon-sur-Saône.
C'est une des appellations communales des vignobles de la côte chalonnaise, avec le bouzeron, le mercurey, le rully et le givry. Quarante-neuf climats du montagny sont classés en premier cru, couvrant 60 % du vignoble (en 2023).

## Histoire

### Antiquité
Ce sont les Romains qui amenèrent la culture de la vigne vers la région de Buxy. L'empereur romain Domitien, en 92, ordonna l'arrachage partiel des vignes dans le Midi et en Bourgogne afin d'éviter la concurrence. Mais Probus annula cet édit en 280.

### Moyen Âge
Dès le début du VIe siècle, l'implantation du christianisme avait favorisé l'extension de la vigne par la création d'importants domaines rattachés aux abbayes. Ce sont les moines des abbayes de Cluny, Tournus, La Ferté et les chanoines de Chalon qui cultivaient les vignes de cette région. Également, il est dit qu'autrefois les vins de la région étaient vendus sous l'appellation Côte de Buxy et pendant plusieurs siècles, ils se produisaient aussi bien du vin rouge que du vin blanc. En 1416, Charles VI fixa par un édit les limites de production du vin de Bourgogne. À la mort de Charles le Téméraire, le vignoble de Bourgogne fut rattaché à la France, sous le règne de Louis XI.

### Période moderne
L'abbé Courtépée sur ce vin, a formulé la phrase suivante : « Pays vignoble. Bon vin. Le blanc est renommé ».

### Période contemporaine

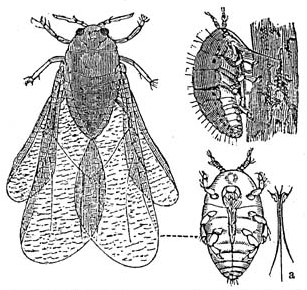
Phylloxéra

#### XIXesiècle
Dans les décennies 1830-1840, la pyrale survint et attaqua les feuilles de la vigne. Elle fut suivie d'une maladie cryptogamique, l'oïdium. Le millésime 1865 a donné des vins aux teneurs naturelles en sucres très élevées et des vendanges assez précoces. À la fin de ce siècle arriva deux nouveaux fléaux de la vigne. Le premier fut le mildiou, autre maladie cryptogamique, le second le phylloxéra. Cet insecte térébrant venu d'Amérique mit très fortement à mal le vignoble. Après de longues recherches, on finit par découvrir que seul le greffage permettrait à la vigne de pousser en présence du phylloxéra. 

#### XXesiècle
Le mildiou provoqua un désastre considérable en 1910. Henri Gouges avait rejoint au niveau national le combat mené par le sénateur Joseph Capus et le baron Pierre Le Roy de Boiseaumarié qui allait aboutir à la création des appellations d'origine contrôlée. Il devint le bras droit du baron à l'INAO. Ainsi cette AOC exclusivement en vin blanc fut reconnue par décret du 11 septembre 1936. Le 18 avril 1959, Charles de Gaulle de passage à Chalon-sur-Saône, lors d'un repas, a dégusté et bu du marc de Montagny. Apparition de l'enjambeur dans les années 1960-70, qui remplace le cheval. Les techniques en viticulture et œnologie ont bien évolué depuis 50 ans (vendange en vert, table de triage, cuve en inox, pressoir électrique puis pneumatique...).

#### XXIesiècle
Ce vin a également été mis à l'honneur lors de la fête de la Saint-Vincent tournante (fête traditionnelle bourguignonne) en janvier 2002. Avec la canicule de 2003, les vendanges débutèrent pour certains domaines cette année-là à la mi-août, soit avec un mois d'avance, des vendanges très précoces qui ne s'étaient pas vues depuis 1422 et 1865 d'après les archives.
Le cahier des charges de l'appellation a été modifié en octobre 2009, puis en novembre 2011 (augmentation des rendements).

### Étymologie
Le village de Montagny-lès-Buxy s'est appelé autrefois : Montagniacum ad Buxiacum.

## Vignoble

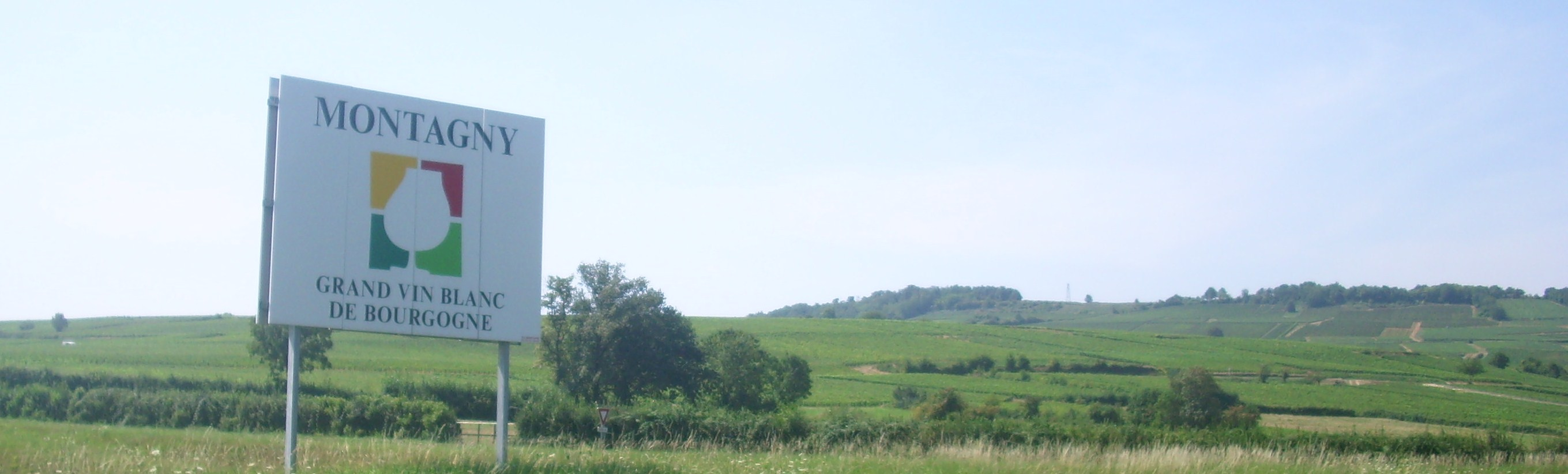
Un des panneaux de l'appellation.

### Présentation
Le vignoble est situé en Saône-et-Loire à environ 20 kilomètres au sud-ouest de Chalon-sur-Saône sur les communes de Buxy, Montagny-lès-Buxy, Jully-lès-Buxy et Saint-Vallerin, au sud du vignoble de la côte chalonnaise.

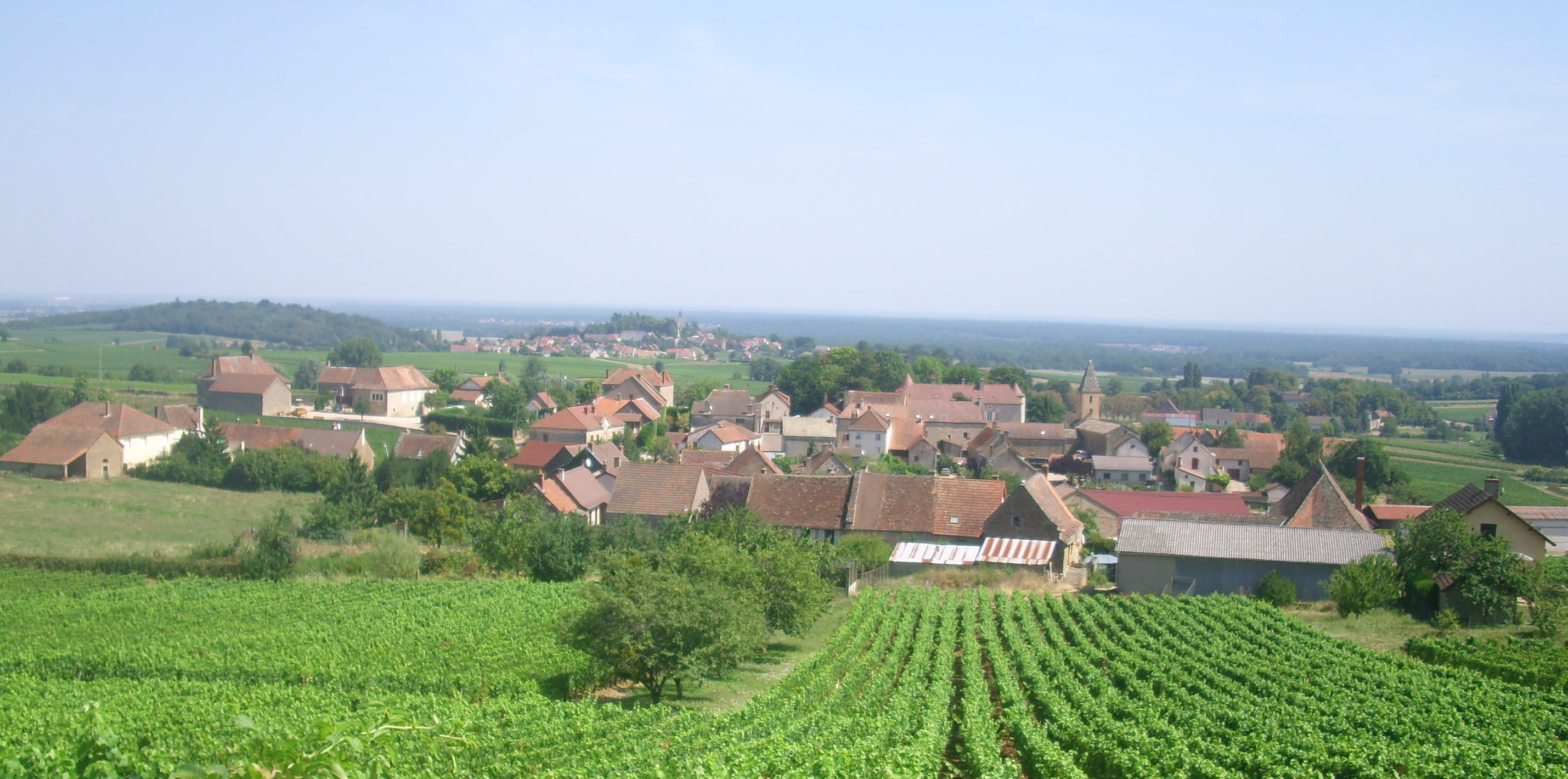
Vue d'une partie du vignoble sur Saint-Vallerin puis au fond sur Jully-lès-Buxy.

Selon le service des Douanes, la superficie revendiquée en 2023 sous l'appellation est de 363 hectares, dont 217 classés comme premiers crus, soit 60% du vignoble, toutes plantées de chardonnay B, cépage unique du montagny, produisant exclusivement du vin blanc. Ces surfaces étaient[Quand ?] de 326,44 ha dont 201,54 de 1er cru.

### Lieux-dits
- 49 climats dont classés en premiers crus, dont :
  - sur la commune de Montagny-lès-Buxy : Vignes Saint-Pierre, Les Combes, Saint Ytages, Les Charmelottes, Champ Toiseau, Vignes sur le Cloux, Les Garchères, Vignes Couland, Les Bouchots, Les Burnins, Les Perrières, Les Treuffères, Montcuchot, Vigne du Soleil, Les Maroques, Les Beaux Champs, Les Macles, Creux de Beaux Champs, L'Épaule, Les Platières, Les Jardins, Les Coères (aussi sur Saint-Vallerin et sur Jully-lès-Buxy), Saint-Morille, Les Vignes Derrière, Les Bordes, Les Las, Les Gouresses, Les Paquiers (aussi sur Saint-Vallerin), Montorge, Les Resses (aussi sur Saint-Vallerin), Le Cloux et Sous les Feilles ;
  - sur la commune de Buxy : La Grande Pièce, Le Clos Chaudron, Les Vignes des Prés, Le Vieux Château, Le Clouzot, Les Pidances, Les Condrettes, Les Vignes Longues, Cornevent, Mont Saint-Laurent, Les Bonneveaux et Les Bassets ;
  - sur la commune de Saint-Vallerin : Les Paquiers (aussi sur Montagny-lès-Buxy) , Les Craboulettes, Les Coères (aussi sur Montagny-lès-Buxy et sur Jully-lès-Buxy), La Moullière et Les Resses (aussi sur Montagny-lès-Buxy) ;
  - sur la commune de Jully-lès-Buxy : Les Coères (aussi sur Saint-Vallerin et sur Montagny-lès-Buxy), Les Chaniots et Chazelle.

### Orographie et géologie
Le vignoble présente un escarpement divers selon les endroits, avec un escarpement assez important sur la commune de Saint-Vallerin, mais plus faible par exemple sur la commune de Jully-lès-Buxy.
Le vignoble repose sur un grand versant ondulé de la Côte chalonnaise avec un substrat de marnes (calcaires argileux) et d’argiles du Lias (désormais appelé jurassique inférieur, époque la plus ancienne du jurassique, vieille de 174 à 200 millions d'années), faisant place à des argiles du Trias (première période du  mésozoïque, antérieur au jurassique, vieux de plus de 200 millions d'années), en bas de versant.   Les sols sont donc marneux ou calcaire et marneux.

### Climatologie
C'est un climat tempéré à légère tendance continentale avec des étés chauds et des hivers froids, avec une amplitude thermique assez importante entre ces deux saisons. Les précipitations sont assez hétérogènes sur l'année, avec un mois de mai le plus pluvieux de l'année. Le vent qui souffle une partie de l'année est la bise. Les gelées tardives sont peu fréquentes sur le vignoble en général. Il y a bien quelques lieux-dits ou les risques de gelées sont plus importante (on parle de zones gelives). De violents orages peuvent s'abattre sur ce vignoble avec parfois de la grêle.
Valeurs climatiques de Dijon et Mâcon, car Montagny-lès-Buxy, Buxy, Saint-vallerin et Jully-lès-Buxy sont situés entre ces deux villes.
Dijon
Pour la ville de Dijon (316 m), les valeurs climatiques jusqu'à 1990 :
| Mois                              | jan. | fév. | mars | avril | mai  | juin | jui. | août | sep. | oct. | nov. | déc. | année |
| --------------------------------- | ---- | ---- | ---- | ----- | ---- | ---- | ---- | ---- | ---- | ---- | ---- | ---- | ----- |
| Température minimale moyenne (°C) | −1   | 0,1  | 2,2  | 5     | 8,7  | 12   | 14,1 | 13,7 | 10,9 | 7,2  | 2,5  | −0,2 | 6,3   |
| Température moyenne (°C)          | 1,6  | 3,6  | 6,5  | 9,8   | 13,7 | 17,2 | 19,7 | 19,1 | 16,1 | 11,3 | 5,6  | 2,3  | 10,5  |
| Température maximale moyenne (°C) | 4,2  | 7    | 10,8 | 14,7  | 18,7 | 22,4 | 25,3 | 24,5 | 21,3 | 15,5 | 8,6  | 4,8  | 14,8  |
| Précipitations (mm)               | 49,2 | 52,5 | 52,8 | 52,2  | 86,3 | 62,4 | 51   | 65,4 | 66,6 | 57,6 | 64,2 | 62   | 732,2 |

Mâcon
Pour la ville de Mâcon (216 m), les valeurs climatiques de 1961 à 1990 :
| Mois                              | jan. | fév. | mars | avril | mai  | juin | jui. | août | sep. | oct. | nov. | déc. | année |
| --------------------------------- | ---- | ---- | ---- | ----- | ---- | ---- | ---- | ---- | ---- | ---- | ---- | ---- | ----- |
| Température minimale moyenne (°C) | −0,6 | 0,7  | 2,5  | 5,2   | 8,9  | 12,3 | 12,4 | 13,9 | 11,1 | 7,5  | 2,9  | 0,1  | 6,6   |
| Température moyenne (°C)          | 2,1  | 4    | 6,8  | 10    | 13,9 | 17,5 | 20,1 | 19,4 | 16,4 | 11,7 | 6    | 2,7  | 10,9  |
| Température maximale moyenne (°C) | 4,9  | 7,3  | 11,1 | 14,8  | 18,9 | 22,8 | 25,7 | 24,9 | 21,7 | 15,9 | 9,1  | 5,3  | 15,2  |
| Précipitations (mm)               | 66,3 | 60,9 | 58,7 | 69,4  | 85,9 | 74,7 | 58,1 | 77,1 | 75,7 | 71,7 | 72,7 | 70,4 | 841,4 |

### Encépagement

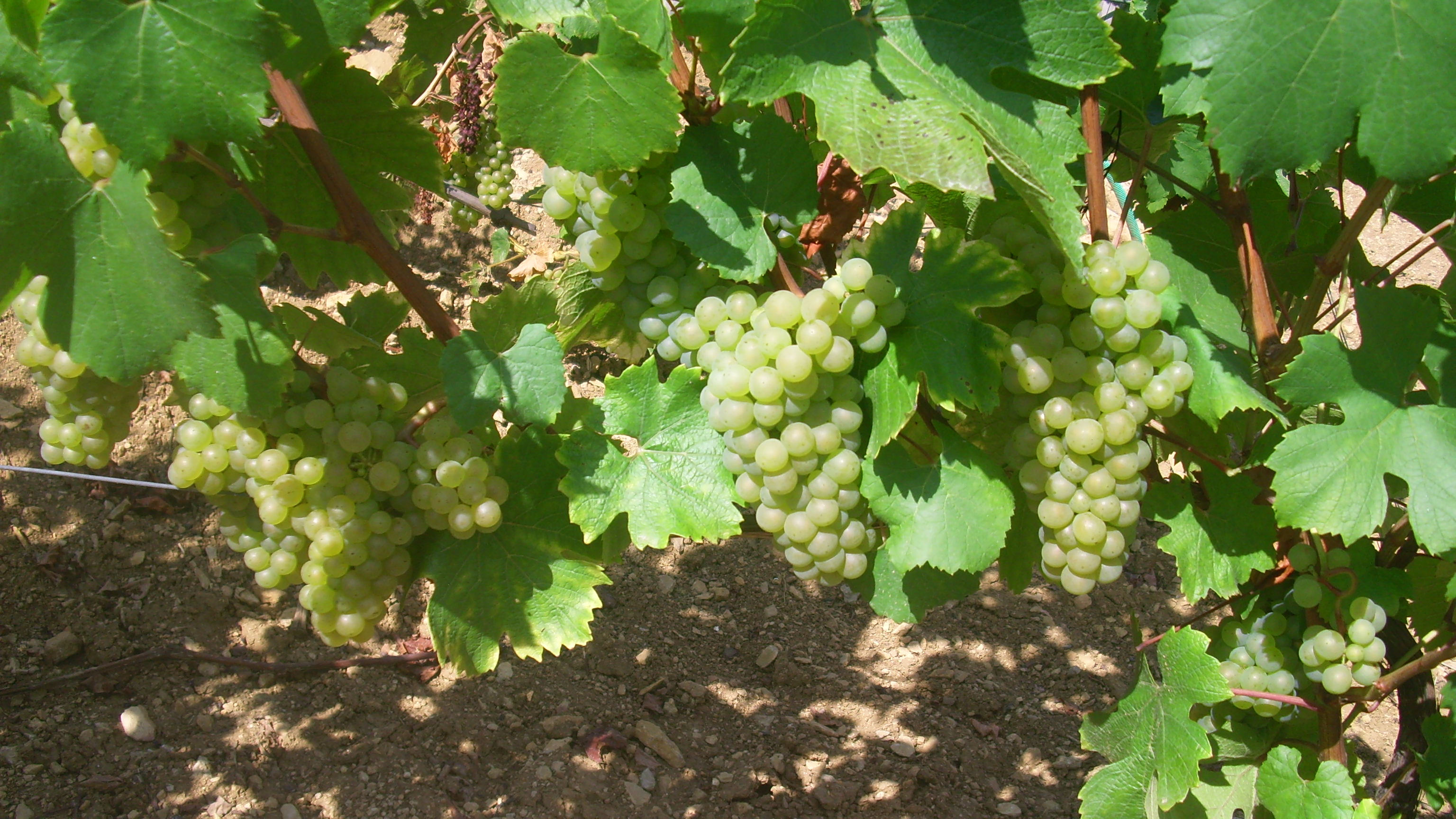
Grappes de chardonnay.

Le chardonnay compose les vins blancs de l'AOC, qui est le seul cépage autorisé par le cahier des charges. Ses grappes sont relativement petites, cylindriques, moins denses que celles du pinot noir, constituées de grains irréguliers, assez petits, de couleur jaune doré. De maturation de première époque comme le pinot noir, il s'accommode mieux d'une humidité de fin de saison avec une meilleure résistance à la pourriture s'il n'est pas en situation de forte vigueur. Il est sensible à l'oïdium et à la flavescence dorée. Il débourre tôt, ce qui le rend également sensible aux gelées printanières. Les teneurs en sucre des baies peuvent atteindre des niveaux élevés tout en conservant une acidité importante, ce qui permet d'obtenir des vins particulièrement bien équilibrés, puissants et amples, avec beaucoup de gras et de volume.

### Méthodes culturales

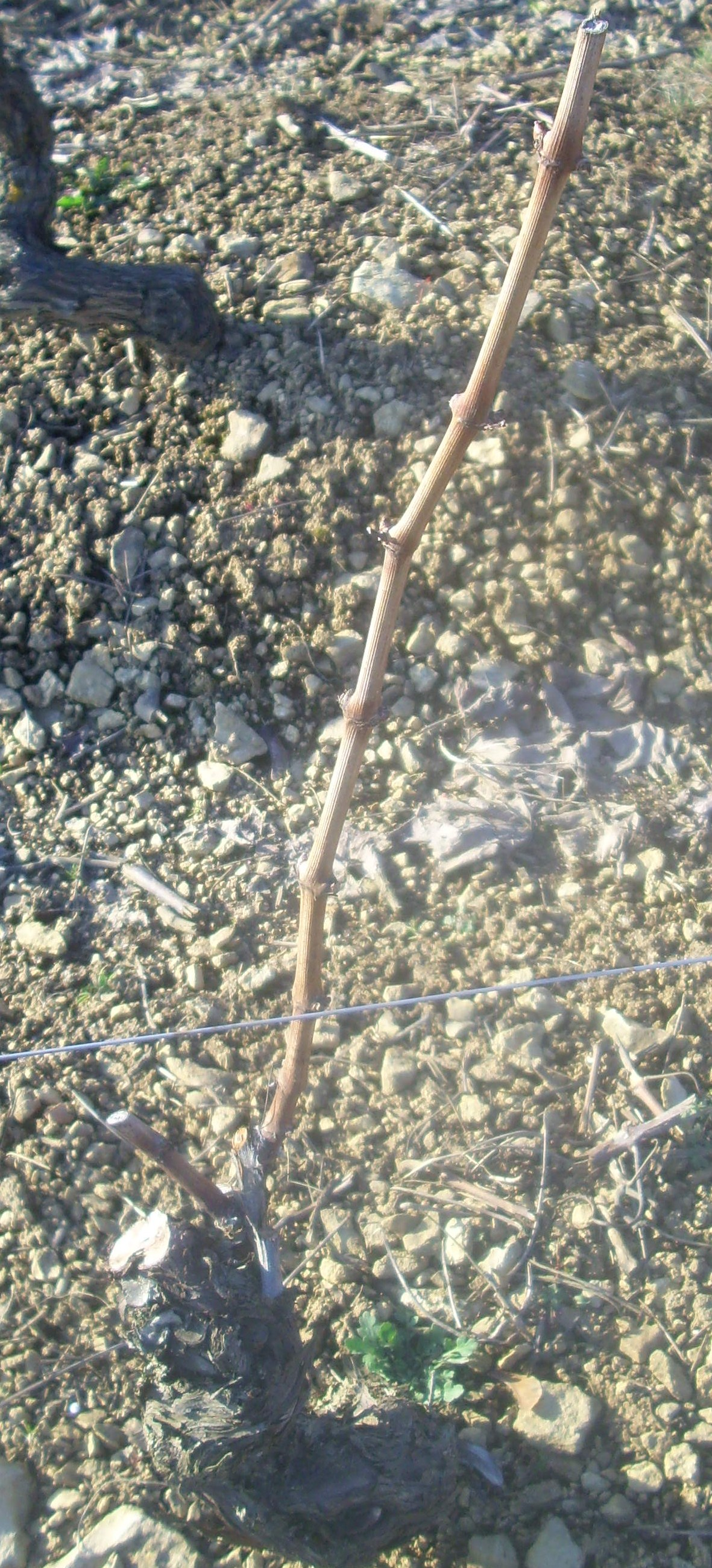
Pied de vigne taillé en Guyot simple.

Le travail manuel commence par la taille, en « guyot simple », avec une baguette de cinq à dix yeux et un courson de un à trois yeux. Plus rarement est pratiquée la taille en « gobelet » et en « cordon de royat ». Le tirage des sarments suit la taille. Les sarments sont enlevés et peuvent être brûlés ou mis au milieu du rang pour être broyés. On passe ensuite aux réparations. Puis vient le pliage des baguettes (car presque toutes les vignes de cette AOC sont taillées en « Guyot simple »). Éventuellement, après le pliage des baguettes, une plantation de nouvelles greffes est réalisée. L'ébourgeonnage peut débuter dès que la vigne a commencé à pousser. Cette méthode permet, en partie, de réguler les rendements. Le relevage est pratiqué lorsque la vigne commence à avoir bien poussé. En général, deux à trois relevages sont pratiqués. La vendange en vert est pratiquée de plus en plus dans cette appellation. Cette opération est faite dans le but de réguler les rendements et surtout d'augmenter la qualité des raisins restants. Pour finir avec le travail manuel à la vigne, se réalise l'étape importante des vendanges.
Le travail mécanique utilise l'enjambeur, une aide précieuse. Les différents travaux se composent du broyage des sarments, réalisé lorsque les sarments sont tirés et mis au milieu du rang. De trou fait à la tarière, là où les pieds de vignes sont manquants, en vue de planter des greffes au printemps. De labourage ou griffage, réalisé dans le but d'aérer les sols et de supprimer des mauvaises herbes. De désherbage fait chimiquement pour tuer les mauvaises herbes. De plusieurs traitements des vignes, réalisés dans le but de les protéger contre certaines maladies cryptogamiques (mildiou, oïdium, pourriture grise, etc.) et certains insectes (eudémis et cochylis). De plusieurs rognages consistant à reciper ou couper les branches de vignes (rameaux) qui dépassent du système de palissage. Des vendanges mécaniques se réalisant avec une machine à vendanger ou une tête de récolte montée sur un enjambeur.

### Rendements
Le rendement est limité par le cahier des charges de l'appellation à un maximum de 60 hectolitres par hectare, réduit à 58 pour les premiers crus. Chaque année, ces rendements maximum peuvent être modifiés à la hausse ou à la baisse par un arrêté du ministère de l'Agriculture, dans la limite des rendements butoirs de l'appellation, fixés respectivement à 64 et 62 hl/ha. Le rendement de base était avant 2011 de 50 hectolitres par hectare.
Les rendements moyens déclarés récemment (en village) sont :
| Année | Superficie (ha) | Production (hl) | Rendement (hl/ha) |
| ----- | --------------- | --------------- | ----------------- |
| 2020  | 143             | 7 590           | 53                |
| 2021  | 140             | 3 900           | 28                |
| 2022  | 142             | 8 848           | 62                |
| 2023  | 145             | 9 540           | 66                |
| 2024  | 149             | 7 955           | 54                |

Les données des premiers crus étant publiées par le service des Douanes pour chaque climat séparément jusqu'en 2022, les données disponibles sont incomplètes, car de nombreux premiers crus ne rencontrent pas les critères de confidentialité. Pour référence, en 2023, les rendements des premiers crus étaient de 59 hl/ha (12 886 hl produits, soit 57,5 % de le production annuelle).

## Vins

### Titres alcoométriques volumiques
5Voici les titres alcoométriques volumique (anciennement appelé degré du vin) minimal et maximal des vins blancs, que doivent respecter les exploitants de cette appellation, pour que leurs vins soit commercialisables :
| AOC                           | Blanc      | Blanc      |
| Titre alcoométrique volumique | minimal    | maximal    |
| Village                       | 11 % vol   | 13,5 % vol |
| Premier cru                   | 11,5 % vol | 14 % vol   |

### Vinification et élevage
Voici les méthodes générales de vinification pour l'AOC Montagny. Il existe cependant des petites différences de méthode entre les différents viticulteurs et négociants.

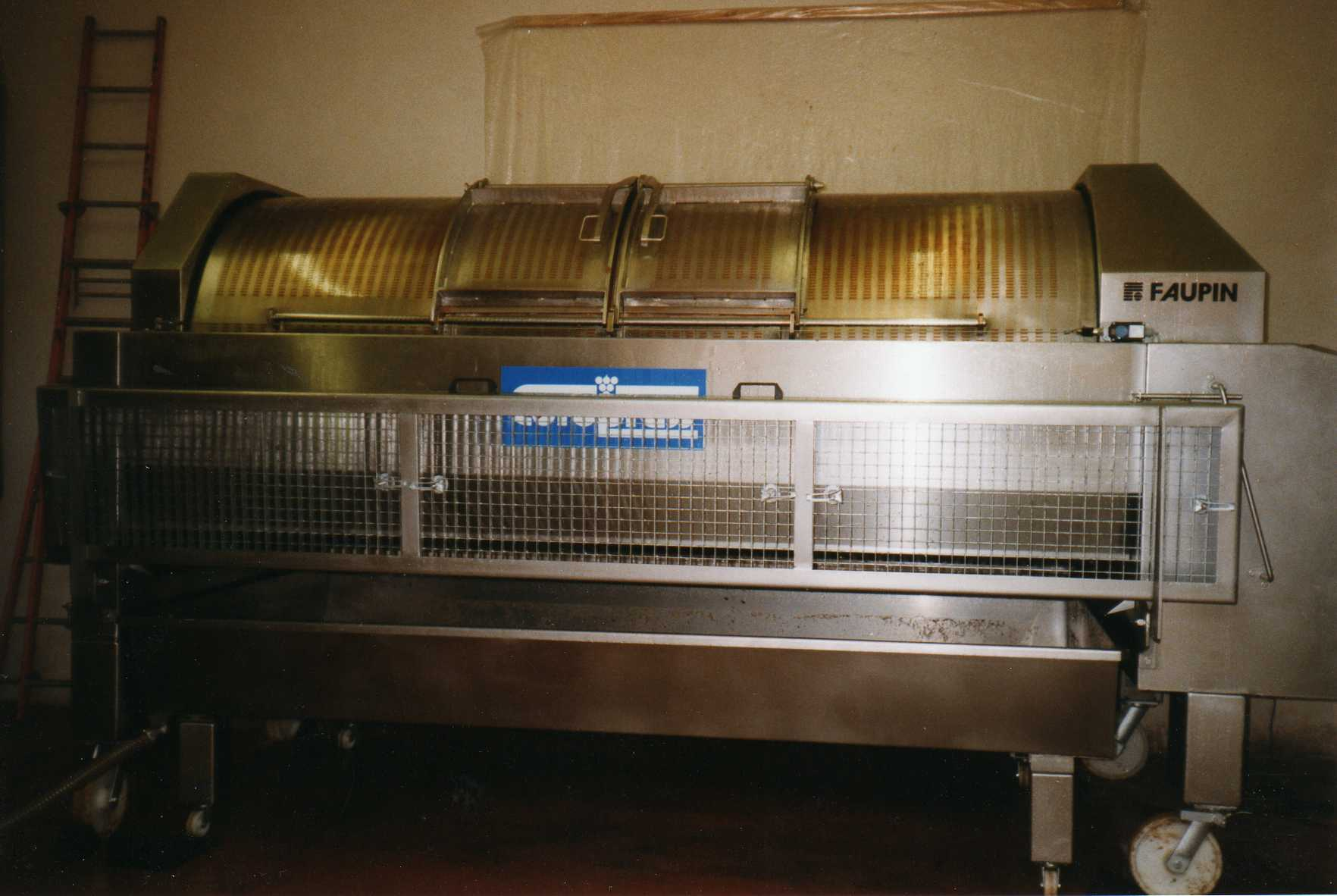
Pressoir pneumatique servant au pressurage.

Comme pour le rouge, la récolte est manuelle ou mécanique et peut être triée. Les raisins sont ensuite transférés dans un pressoir pour le pressurage. Une fois le moût en cuve, le débourbage est pratiqué généralement après un enzymage. À ce stade, une stabulation préfermentaire à froid (environ 10 à 12 degrés pendant plusieurs jours) peut être recherchée pour favoriser l'extraction des arômes. Mais le plus souvent, après 12 à 48 heures, le jus clair est soutiré et mis à fermenter. La fermentation alcoolique se déroule avec un suivi tout particulier pour les températures qui doivent rester à peu près stables (18 à 24 degrés). La chaptalisation est aussi pratiquée pour augmenter le titre alcoométrique volumique si nécessaire. La fermentation malolactique est réalisée en Fûts ou en cuves. Les vins sont élevés « sur lies », en fûts, dans lesquels le vinificateur réalise régulièrement un « bâtonnage », c'est-à-dire une remise en suspension des lies. Cette opération dure pendant plusieurs mois au cours de l'élevage des blancs. À la fin, la filtration du vin est pratiquée pour rendre les vins plus limpides. La mise en bouteille clôture l'opération.

### Gastronomie
Couleur limpide et doré. Arômes d'acacia, d'aubépine, de chèvrefeuille, de violette, de fougère, de pierre à fusil. Bouche fraîche, fine et structuré.
Il s'accorde bien avec du veau en sauce blanche, une poêlée de poisson, du poisson grillé, des crustacés, de la paella, du fromage (comté, emmental, saint-paulin)...
Il se sert entre 10 et 12 degrés et se garde cinq à six ans.

## Économie

### Structure des exploitations
Il existe des domaines de tailles différentes. Ces domaines mettent tout ou une partie de leurs propres vins en bouteilles et s'occupent aussi de le vendre. Les autres, ainsi que ceux qui ne vendent pas tous leurs vins en bouteilles, les vendent aux maisons de négoce.
Les maisons de négoce achètent leurs vins, en général, en vin fait (vin fini) mais parfois en raisin ou en moût. Elles achètent aux domaines et passent par un courtier en vin qui sert d'intermédiaire moyennant une commission de l'ordre de 2 % à la charge de l'acheteur.
Les caves coopératives et leurs apporteurs sont des vignerons. Ces derniers peuvent leur amener leurs récoltes, ou bien la cave coopérative vendange elle-même (machine à vendanger en général).

### Production, commercialisation
Son volume de production est de 17 503 hectolitres dont 11 205 hectolitres en 1er cru. La commercialisation de cette appellation se fait par divers canaux de vente : dans les caveaux du viticulteur, dans les salons des vins (vignerons indépendants, etc.), dans les foires gastronomiques, par exportation, dans les Cafés-Hôtels-Restaurants (C.H.R), dans les grandes et moyennes surfaces (G.M.S).

### Les producteurs de l'appellation
Domaine Aladame, Domaine Berthenet, Château de Chamilly, Domaine Feuillat-Juillot, Domaine des Moirots, Domaine Laurent Cognard, Domaine Charton-Vachet, Domaine de Montorge, Les Caves coopérative de Buxy, de Bissey sous Cruchaud et Genouilly, Domaine Maxime Cottenceau,Aline Bauné, Maison Géraldine Louise, Domaine Lagarde Lucie.

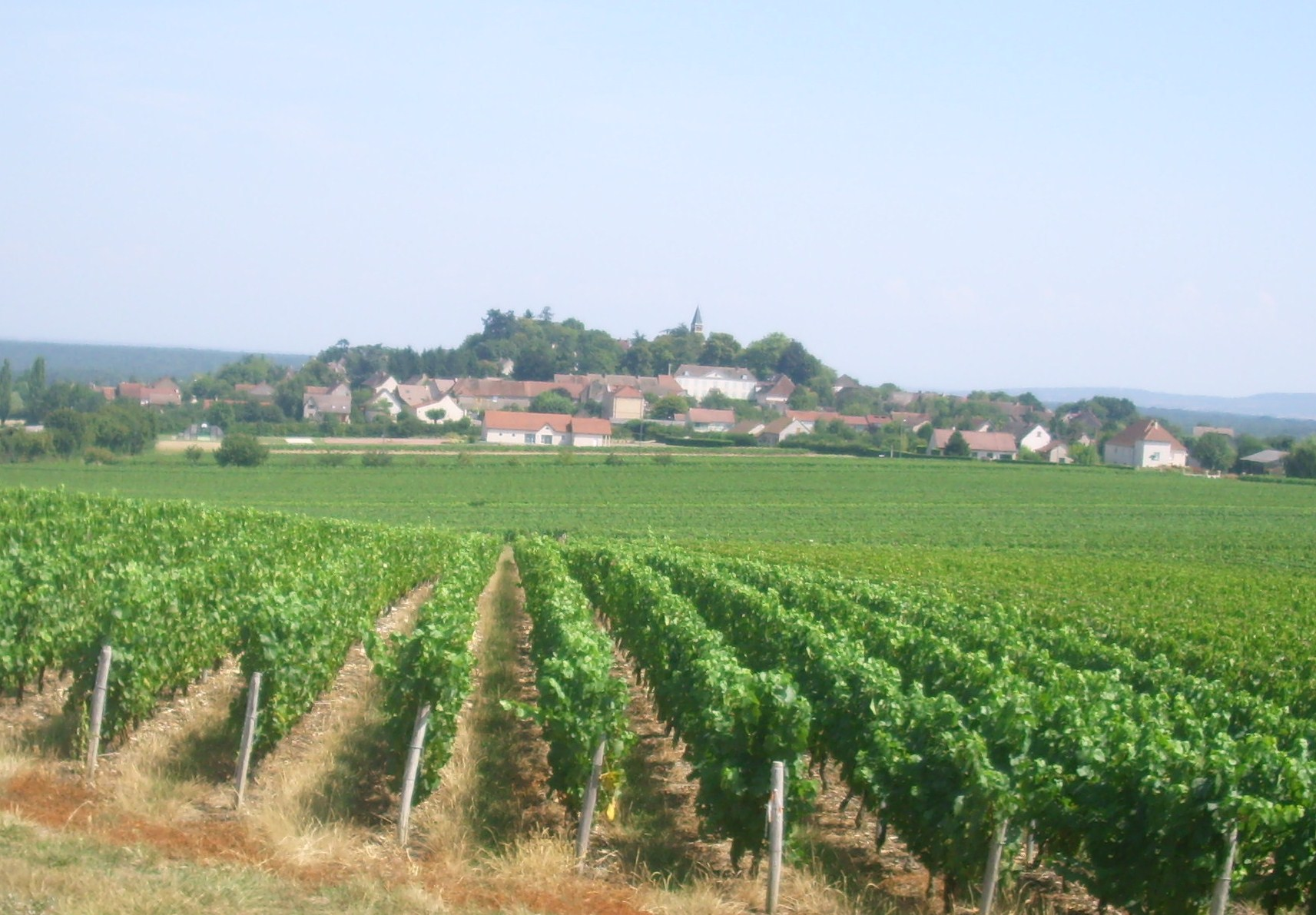
Vue d'une partie du vignoble sur Jully-lès-Buxy.
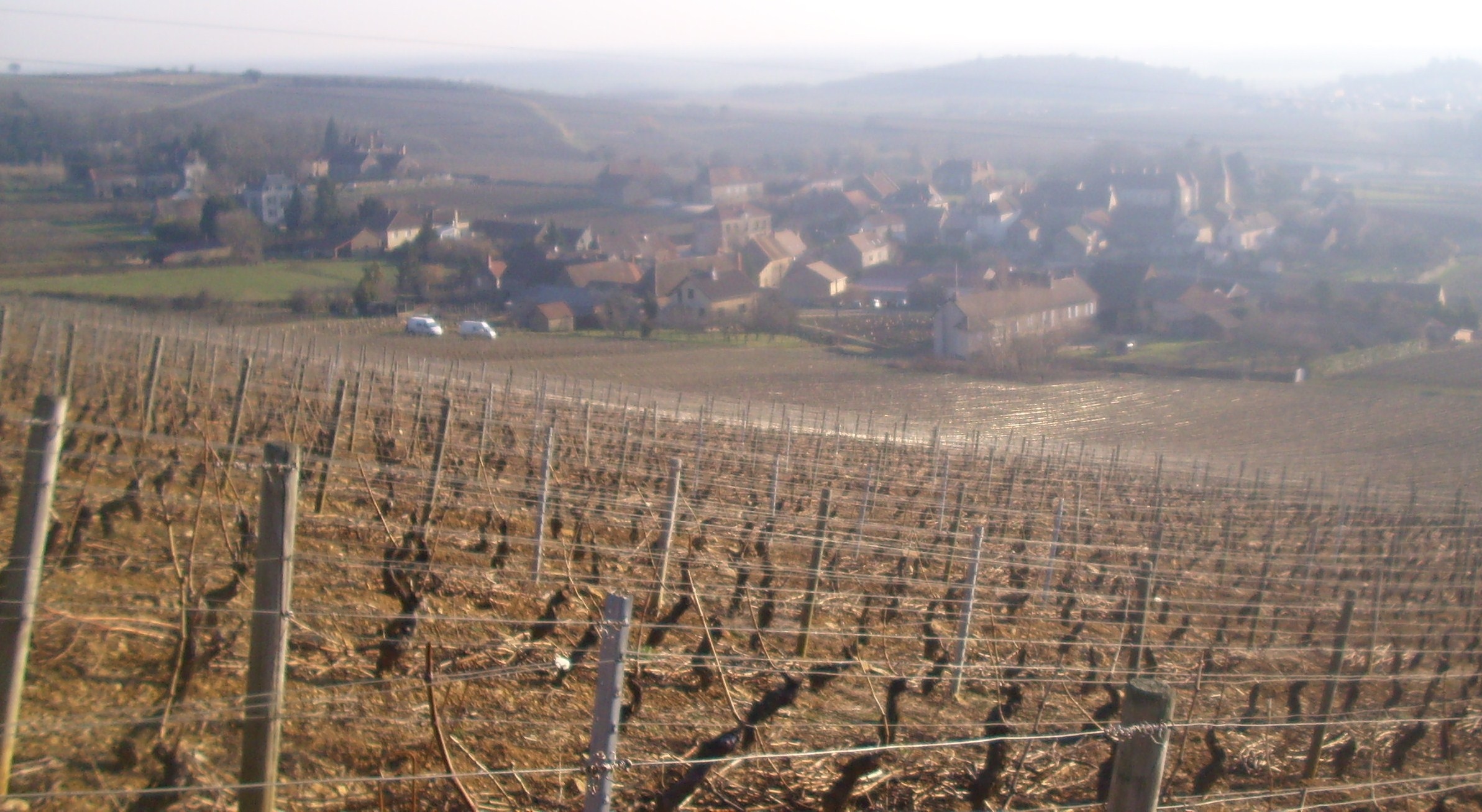
Vue du vignoble de Montagny sur la commune de Saint-Vallerin.
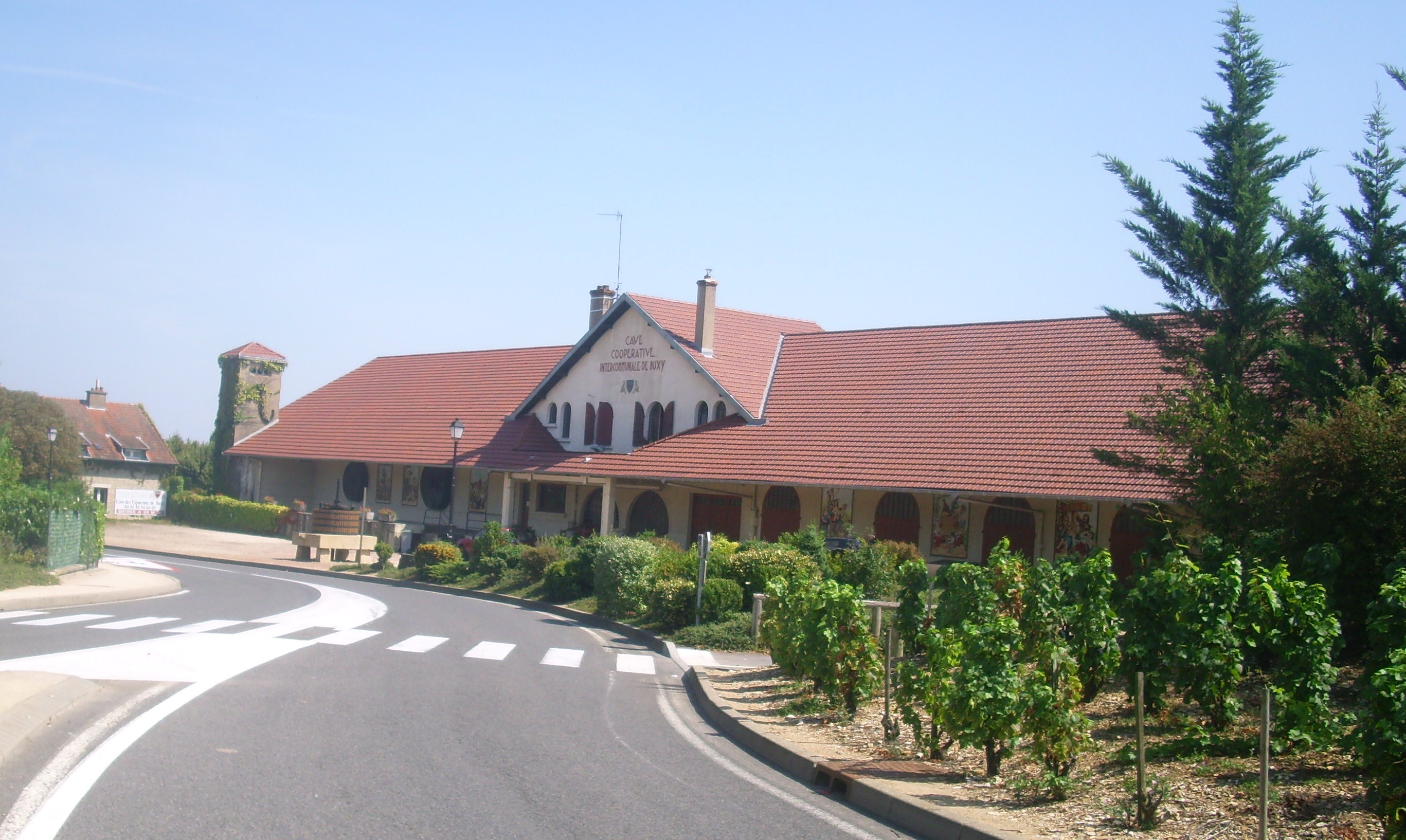
Cave coopérative de Buxy.
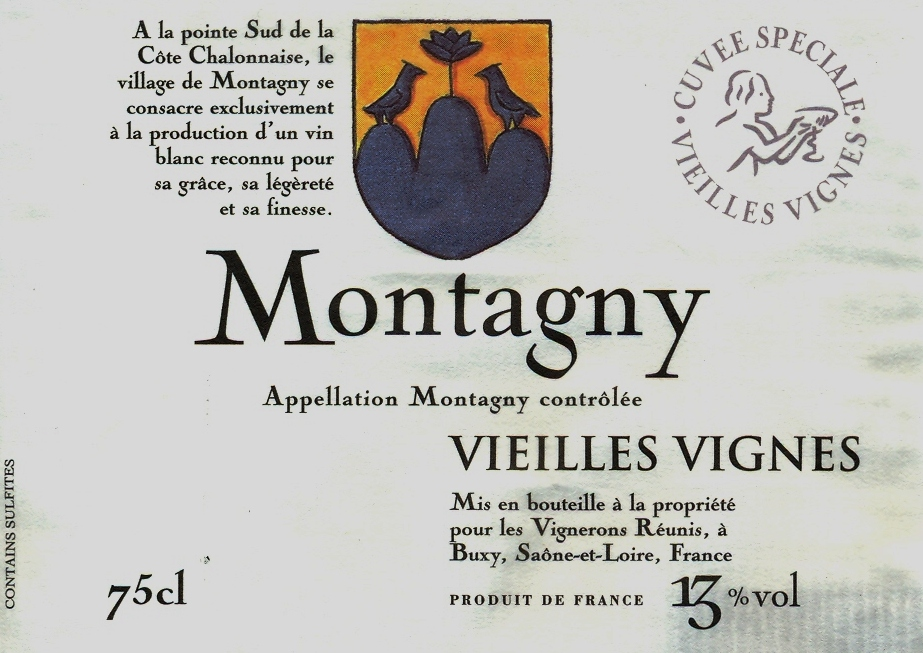
Étiquette d'un montagny.